# قيس عيسى
قيس عيسى حسين (من مواليد 1975) هو لاعب كرة قدم عراقي دولي سابق ، لعب مع المنتخب العراقي لكرة القدم في دورة الألعاب الأولمبية الصيفية لعام 1996.

## الإنجازات

### النادي
الميناء
- الدوري العراقي الممتاز
  - الوصيف (1): 2004-05

الشرطة
- كأس العراق:
  - الوصيف (2): 2001–02، 2002–03
- كأس النخبة العراقية
  - الفائزون (3): 2000، 2001، 2002

النجف
- الدوري العراقي الممتاز
  - الوصيف (1): 2005-06

نفط الوسط
- الدوري العراقي الدرجة الأولى
  - الفائزون (1): 2013-14 (مشتركة)

## روابط خارجية
- صفحة قيس عيسى حسين على موقع kooora.com نسخة محفوظة 6 أبريل 2023 على موقع واي باك مشين.
- نادي الميناء: بحارة الجنوب